# Ди Буо, Иларио
Ила́рио ди Буо́  (итал. Ilario Di Buò; 13 декабря 1965, Триест) — бывший итальянский лучник, участник шести Олимпиад, двукратный призёр Игр в командном первенстве.

## Карьера
Заниматься стрельбой из лука Иларио ди Буо начал в 1975 году, на международном уровне дебютировал в 1981 году.
В 1984 году дебютировал на Олимпийских играх. Выступая в личном первенстве итальянец занял 29-е место, при этом во втором раунде он занял 13-е место после провального выступления в первой части турнира лучников (41-е место).
Также принимал участие в Олимпийских играх 1988 и 1992 года, но не занимал высоких мест как в личном, так и в командном первенствах.
Пропустив Игры в Атланте ди Буо выступил на Играх в Сиднее, которые стали четвёртыми в его карьере. В личном турнире был 30-м после квалификационного раунда, в первом раунде выиграл 5 баллов у японца Хагано, но во втором раунде со счётом 162-159 уступил корейцу Киму Чон Тхэ и завершил выступления. В командном турнире итальянцы были лишь шестыми после квалификации, но в основном турнире последовательно победили французов, казахов, американцев и лишь в финале уступили 255-247 сборной Южной Кореи и стали серебряными призёрами.
В Афинах ди Буо в личном первенстве выбыл после третьего раунда, а в командном турнире итальянцы  в четвертьфинале проиграли сборной США и не смогли защитить звание вице-чемпионов Олимпиады.
На шестой в карьере Олимпиаде итальянский лучник в личном первенстве выбыл после второго раунда, а в командном турнире итальянцы (в составе которых помимо ди Буо были Мауро Несполи и Марко Гальяццо) вновь дошли до финала, где с минимальной разницей в два очка (227-225) уступили корейцам и стали серебряными призёрами.

## Выступления на Олимпийских играх
| Игры              | Личное первенство | Командное первенство |
| ----------------- | ----------------- | -------------------- |
| Лос-Анджелес-1984 | 29                |                      |
| Сеул-1988         | 13                | 9                    |
| Барселона-1992    | 39                | 14                   |
| Сидней-2000       | 20                | 2                    |
| Афины-2004        | 16                | 7                    |
| Пекин-2008        | 25                | 2                    |